# Liste des chefs d'État de Biélorussie
Cet article dresse la liste des chefs d'État de Biélorussie depuis son indépendance de l'URSS en 1991. La fonction est assurée par le président du Soviet suprême de Biélorussie de 1991 à 1994, date à laquelle la Constitution crée le poste de président de la République.
Depuis sa création en 1994, la fonction de président est occupée par Alexandre Loukachenko.

## Liste des titulaires

### Président du Soviet suprême (1991-1994)
| Portrait | Titulaire (Naissance-mort)           | Mandat            | Mandat                     | Mandat                   | Parti politique | Parti politique |
| Portrait | Titulaire (Naissance-mort)           | Début             | Fin                        | Durée                    | Parti politique | Parti politique |
| --- | ------------------------------------ | ----------------- | -------------------------- | ------------------------ | --------------- | --------------- |
| Stanislaw Chouchkievitch                                                                                       | Stanislaw Chouchkievitch (1934-2022) | 18 septembre 1991 | 26 janvier 1994 (destitué) | 2 ans, 4 mois et 8 jours |                 | Indépendant     |
| Viatcheslav Kouznetsov assure l'intérim en tant que vice-président du Soviet suprême du 26 au 28 janvier 1994. |                                      |                   |                            |                          |                 |                 |
| Metchislav Grib                                                                                                | Metchislav Grib (né en 1938)         | 28 janvier 1994   | 20 juillet 1994            | 5 mois et 22 jours       |                 | Indépendant     |

### Président de la République (depuis 1994)
Pour un article plus général, voir Président de la république de Biélorussie.
| Portrait                       | Titulaire (Naissance-mort)         | Élection | Mandat            | Mandat            | Mandat             | Parti politique | Parti politique |
| Portrait                       | Titulaire (Naissance-mort)         | Élection | Début             | Fin               | Durée              | Parti politique | Parti politique |
| ------------------------------ | ---------------------------------- | -------- | ----------------- | ----------------- | ------------------ | --------------- | --------------- |
| Alexandre Loukachenko en 2022. | Alexandre Loukachenko (né en 1954) | 1994     | 20 juillet 1994   | 21 septembre 2001 | 31 ans et 26 jours |                 | Indépendant     |
| Alexandre Loukachenko en 2022. | Alexandre Loukachenko (né en 1954) | 2001     | 21 septembre 2001 | 27 mars 2006      | 31 ans et 26 jours |                 | Indépendant     |
| Alexandre Loukachenko en 2022. | Alexandre Loukachenko (né en 1954) | 2006     | 27 mars 2006      | 22 janvier 2011   | 31 ans et 26 jours |                 | Indépendant     |
| Alexandre Loukachenko en 2022. | Alexandre Loukachenko (né en 1954) | 2010     | 22 janvier 2011   | 6 novembre 2015   | 31 ans et 26 jours |                 | Indépendant     |
| Alexandre Loukachenko en 2022. | Alexandre Loukachenko (né en 1954) | 2015     | 6 novembre 2015   | 23 septembre 2020 | 31 ans et 26 jours |                 | Indépendant     |
| Alexandre Loukachenko en 2022. | Alexandre Loukachenko (né en 1954) | 2020     | 23 septembre 2020 | 25 mars 2025      | 31 ans et 26 jours |                 | Indépendant     |
| Alexandre Loukachenko en 2022. | Alexandre Loukachenko (né en 1954) | 2025     | 25 mars 2025      | en cours          | 31 ans et 26 jours |                 | Indépendant     |